# Айлхемский клад
Айлхемский клад (англ. Isleham Hoard) — клад из более чем 6500 изделий из обработанной и необработанной бронзы. Обнаружен в 1959 году в Айлхеме (en:Isleham) в английском графстве Кембриджшир. Относится к периоду бронзового века, к культуре колоколовидных кубков.
Это крупнейший когда-либо открытый клад бронзового века Британии и один из самых красивых. Он состоит из мечей, наконечников копий, стрел, топоров, пальстабов, ножей, кинжалов, доспехов, декоративных элементов (в частности, для лошадей) и многих фрагментов листовой бронзы. Все указанные предметы датируются Уилбертон-Уоллингтонским периодом позднего бронзового века (около 1000 г. до н. э.). В мечах имеются отверстия в тех местах, где заклёпка или штифт крепила к бронзовому мечу деревянную рукоятку.
Большая часть предметов клада помещена на хранение в Службу наследия совета Сент-Эдмундсбери-Боро (St Edmundsbury Borough Council Heritage Service), некоторые выставлены в музее англосаксонского поселения Уэст-Стоу, некоторые в Кембриджском музее археологии и антропологии Кембриджского университета.